# Нідеральбен
Нідеральбен (нім. Niederalben) — громада в Німеччині, розташована в землі Рейнланд-Пфальц. Входить до складу району Кузель. Складова частина об'єднання громад Альтенглан.
Площа — 8,81 км2. Населення становить 314 ос. (станом на 31 грудня 2020).